# Seznam ocenění a nominací Milly Jovovich
Všechny ceny a ocenění herečky Milly Jovovich.

## Ceny Saturn
| Rok  | Film          | Kategorie                         | Výsledek |
| ---- | ------------- | --------------------------------- | -------- |
| 2003 | Resident Evil | Nejlepší herečka                  | nominace |
| 1998 | Pátý element  | Nejlepší herečka ve vedlejší roli | nominace |

## Scream Awards
| Rok  | Film                     | Kategorie                        | Výsledek  |
| ---- | ------------------------ | -------------------------------- | --------- |
| 2011 | Resident Evil: Afterlife | Nejlepší Science Fiction herečka | vítězství |
| 2009 | Čtvrtý druh              | Nejlepší hororová herečka        | nominace  |
| 2008 | Resident Evil: Zánik     | Nejlepší Science Fiction herečka | vítězství |

## Ceny Blockbuster Entertainment
| Rok  | Film         | Kategorie                  | Výsledek |
| ---- | ------------ | -------------------------- | -------- |
| 1998 | Pátý element | Nejlepší Herečka - Nováček | nominace |

## Hollywoodský Filmový Festival
| Rok  | Film | Kategorie | Výsledek  |
| ---- | ---- | --------- | --------- |
| 2010 | ---  | ---       | vítězství |

## Zlatá malina
| Rok  | Film                   | Kategorie                         | Výsledek |
| ---- | ---------------------- | --------------------------------- | -------- |
| 2013 | Resident Evil: Odveta  | Nejhorší herečka                  | nominace |
| 2000 | Johanka z Arku         | Nejhorší herečka                  | nominace |
| 1998 | Pátý element           | Nejhorší herečka ve vedlejší roli | nominace |
| 1992 | Návrat do Modré Laguny | Nejhorší nová hvězda              | nominace |

## Teen Choice Awards
| Rok  | Film          | Kategorie           | Výsledek |
| ---- | ------------- | ------------------- | -------- |
| 2012 | Tři mušketýři | Akční film: Herečka | nominace |

## Young Artist Awards
| Rok  | Film                   | Kategorie                                     | Výsledek |
| ---- | ---------------------- | --------------------------------------------- | -------- |
| 1992 | Návrat do Modré Laguny | Nejlepší Mladá Herečka v hlavní roli ve filmu | nominace |

## Hollywood Spotlight Award
| Rok  | Film         | Kategorie        | Výsledek  |
| ---- | ------------ | ---------------- | --------- |
| 2010 | Případ Stone | Nejlepší Herečka | vítězství |